# Noche de las Botellas
La Noche de las Botellas es el nombre con el que se conoce a un episodio de la historia del Imperio de Brasil ocurrido entre el 13 y 15 de marzo de 1831 que involucró a los portugueses que apoyaban a Pedro I y a los brasileños que se oponían al emperador. Fue uno de los principales acontecimientos del período inmediatamente anterior a la abdicación del monarca el 7 de abril de 1831.

## Antecedentes
En los últimos años, el absolutista Miguel I de Portugal arrebató el trono a su sobrina María II de Portugal, hija del emperador Pedro I de Brasil. Pedro se hizo cargo de los asuntos de la corte portuguesa. Varios movimientos nativistas y nacionalistas brasileños estaban molestos con la posición de Pedro, que según los liberales (aliados del movimiento nativista) prestaba más atención a los asuntos portugueses que a los brasileños, llamándole Pedro IV de Portugal, en lugar de Pedro I.

## Historia
El 20 de noviembre de 1830, el periodista Líbero Badaró, que denunciaba el autoritarismo del emperador Pedro I, fue asesinado, presumiblemente por orden del propio gobernante. Los asesinos eran aliados políticos del emperador y este episodio desencadenó una ola de manifestaciones contra su gobierno.
En marzo de 1831, Pedro I viajó a Minas Gerais, buscando contener las agitaciones federalistas locales. Una nueva ola de rumores se extendió diciendo que estaba preparando un golpe de Estado absolutista, planeando disolver el Congreso. Por ello, el 11 de marzo regresa a Río de Janeiro, donde volvió a encontrar una oposición abierta en las calles de la ciudad. El conflicto estalló la noche del 13, cuando los comerciantes portugueses, partidarios de Pedro, prepararon una gran fiesta para celebrar el regreso, con hogueras, iluminaciones, trompos y lienzos con los colores nacionales. Los liberales brasileños consideraron los festejos como una ofensa a la dignidad nacional, y así comenzó la trifulca conocida como la Noche de las Botellas por los objetos lanzados. El enfrentamiento fue la continuación de las ya elevadas tensiones entre ambos grupos. Río de Janeiro atravesaba una ola opositora y xenófoba, que atacaba en particular a los portugueses. El conflicto empezó como simples insultos por parte de ambos grupos, los nativistas y los portugueses, y desembocó en la agresión física. La lucha empezó con la expulsión de los brasileños de la Rua Quitanda, debido a las botellas lanzadas por los portugueses desde lo alto de sus casas. El conflicto duró tres días hasta que, el día 15, las fuerzas policiales llegaron al lugar. Entre los detenidos en la pelea había oficiales brasileños jóvenes, lo que agravó aún más la tensión entre los grupos. Dichos oficiales brasileños serían liberados por Francisco de Lima e Silva, quien fue restituido como Comandante de Armas de la Corte. Este episodio jugó un papel importante en la crisis política que desembocaría en la abdicación de Pedro I el 7 de abril.
La Noche de las Botellas es uno de los muchos ejemplos de revueltas que tuvieron lugar durante el primer reinado, debido a la inestabilidad del gobierno de Pedro I.